# Otín, Žďár nad Sázavou
Otín là một làng thuộc huyện Žďár nad Sázavou, vùng Vysočina, Cộng hòa Séc.